# Сизинский сельсовет
Сизинский сельсовет — сельское поселение в Шушенском районе Красноярского края.
Административный центр — село Сизая.

## История
Статус и границы сельского поселения установлены Законом Красноярского края от 24 декабря 2004 года № 13-2866 «Об установлении границ и наделении соответствующим статусом муниципального образования Шушенский район и находящихся в его границах иных муниципальных образований»

## Население
| 2010 | 2012  | 2013  | 2014  | 2015  | 2016  | 2017  |
| ---- | ----- | ----- | ----- | ----- | ----- | ----- |
| 2124 | ↘2103 | ↗2129 | ↘2097 | ↘2080 | ↘2075 | ↘2014 |

## Состав сельского поселения
В состав сельского поселения входят 3 населённых пункта:
| № | Населённый пункт | Тип населённого пункта       | Население |
| - | ---------------- | ---------------------------- | --------- |
| 1 | Голубая          | деревня                      | 261       |
| 2 | Красный Хутор    | посёлок                      | 146       |
| 3 | Сизая            | село, административный центр | 1717      |

## Местное самоуправление
Сизинский сельский Совет депутатов
Дата избрания: 14.03.2010. Срок полномочий: 5 лет. Количество депутатов:  10
Глава муниципального образования
- Кайзер Владимир Владимирович. Дата избрания: 14.03.2010. Срок полномочий: 5 лет

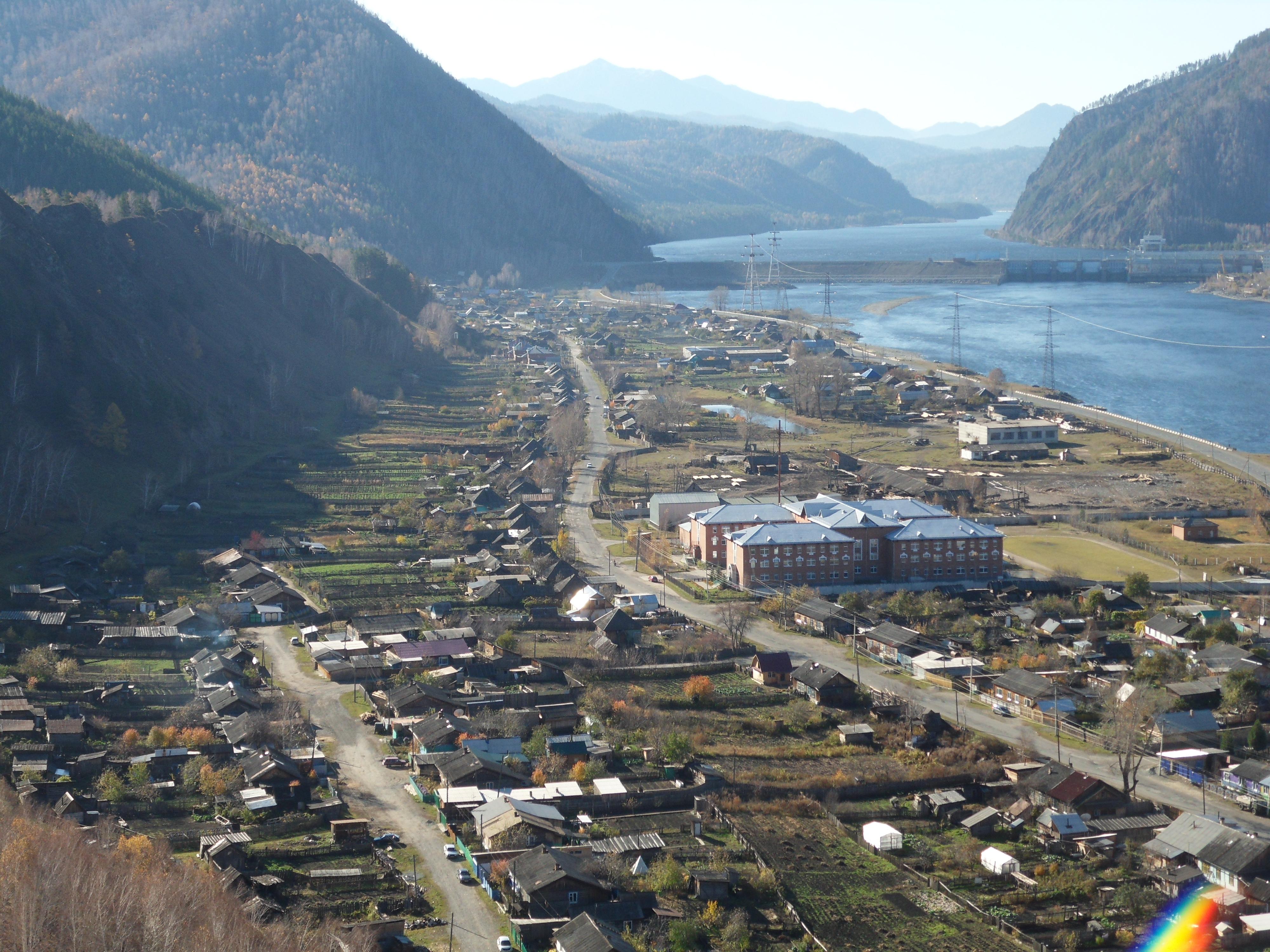
село Сизая
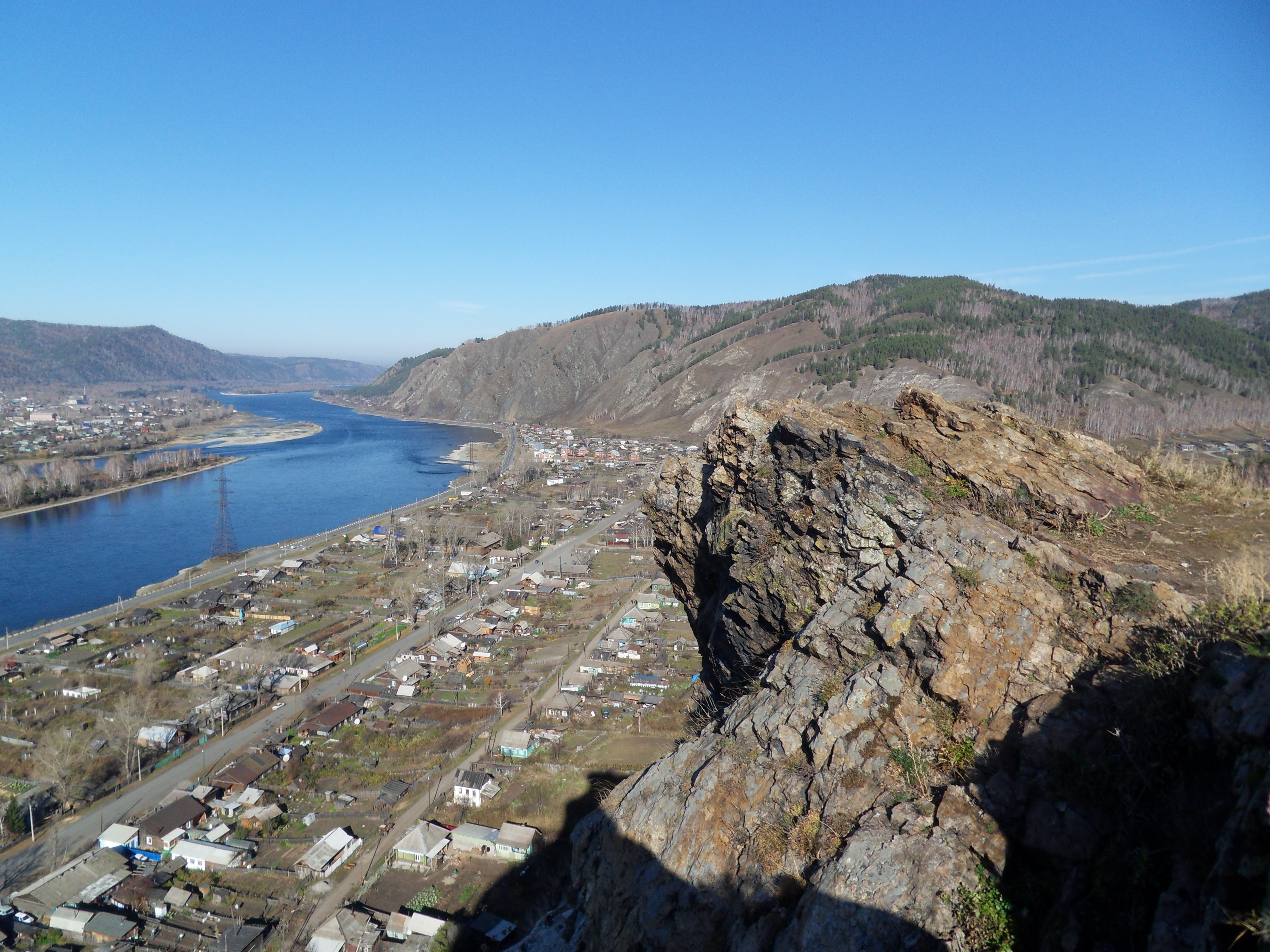